# 马恩河
马恩河（法語：Marne，法語發音：[maʁn] ⓘ）是一条流经法国巴黎盆地东部的河流。其发源于大東部大區和勃艮第-弗朗什-孔泰大区的交界处东端，先后向西北和向西流经上马恩省和马恩省，途径肖蒙和香槟沙隆等城镇，之后进入法兰西岛大区的塞纳-马恩省和马恩河谷省，经过巴黎东部众多的卫星城。最后在巴黎东南的伊夫里和沙朗通勒蓬之间汇入塞纳河。第一次世界大战时在这里进行了著名的两次马恩河战役。